# Ван дер Мёлен, Геюс
Агеюс Эйме (Геюс) ван дер Мёлен (нидерл. Ageaus Yme "Gejus" van der Meulen; 23 января 1903, Амстердам — 10 июля 1972, Харлем) — нидерландский футболист, играл на позиции вратаря. Участник двух Олимпиад (1924, 1928) и чемпионата мира 1934 года. Во время Второй мировой войны воевал на стороне нацистской Германии.

## Биография

### Игровая карьера
Всю футбольную карьеру, насчитывающую 13 сезонов, ван дер Мёлен выступал за Конинклейке ХФК, сыграв 188 матчей.
В составе сборной Нидерландов был основным вратарём на олимпийском футбольном турнире 1924 года, где сыграл в 5 матчах сборной. Спустя четыре года на футбольном турнире 1928 года сыграл в единственном матче со сборной Уругвая (0:2).
На чемпионате мира 1934 года ван дер Мёлен сыграл только один матч со сборной Швейцарии, который закончился поражением Нидерландов со счётом 3:2. Всего за сборную Нидерландов сыграл 54 матча, в которых пропустил 100 мячей.

### Вторая мировая война
С началом Второй мировой войны симпатизировал нацистской Германии. В медицинской клинике, в которой он работал, перестали принимать евреев. После поражения Нидерландов страна была оккупирована и ван дер Мёлен вступил в Национал-социалистическое движение. 
В 1941 году вступил в Добровольческий батальон и принёс клятву на верность Адольфу Гитлеру. Он прошёл подготовку на военного врача в Ораниенбурге. В 1942 году ван дер Мёлен был отправлен на Восточный фронт, где он продолжал военную и медицинскую службу.

### Арест и тюремное заключение
После освобождения страны от нацистских войск ван дер Мёлен был арестован. В июне 1947 года его приговорили к восьми годам тюремного заключения как коллаборациониста. 
В марте 1948 года подал апелляцию на смягчение приговора, но она была отклонена и приговор остался в силе. В августе 1949 года он был помилован и освобождён, но его репутация в обществе как бывшего нацистского пособника была испорчена. Когда он вернулся к медицинской практике, никто не хотел у него лечиться, кроме бывших товарищей по партии.

### Личная жизнь
Отец — Клас ван дер Мёлен, был родом из Франекера, мать — Янтье ван Эйсден, родилась в Харлеме. Родители поженились в 1902 году в Амстердаме — на момент женитьбы отец был кузнецом.
Женился в возрасте тридцати лет — его супругой стала 22-летняя Гертрёйда Хендерика Йоханна (Рита) Меллема, уроженка Харлингена. Их брак был зарегистрирован 21 ноября 1933 года в Блумендале. Церемонию бракосочетания в городской ратуши Блумендала посетили представители клуба ХФК, а также президент Футбольного союза Нидерландов Карел Лотси.
Скончался 10 июля 1972 года в Харлеме в возрасте 69 лет.